# A Place in the Sun (album med Vanity Fair)
A Place in the Sun är ett musikalbum från 1983 av den svenska musikgruppen Vanity Fair, som var identisk med Lustans lakejer. Det var en nyinspelning av Lustans lakejer-albumet En plats i solen med texter på engelska, och släpptes på skivbolaget Stranded Rekords. Detta album släpptes även i Japan, på skivbolaget Victor.

## Låtlista
Sida A
1. Lips Are Silent (Kinde/Bergstrandh)
2. Whispers in the Dark (Kinde/Anis)
3. The Texture of Her Skin (Kinde)
4. Just As Wild (Kinde)
5. A Place in the Sun (Anis)

Sida B
1. Eyes of a Stranger (Kinde)
2. A Kiss For Every Tear (Kinde)
3. In Spite of It All (Kinde)
4. Something’s Got To Give (Kinde/Anis)

Samtliga texter av Johan Kinde.